# Bobbio
Bobbio é uma comuna italiana da região da Emília-Romanha, província de Piacenza, com cerca de 3.816 habitantes. Estende-se por uma área de 106 km², tendo uma densidade populacional de 36 hab/km². Faz fronteira com Brallo di Pregola (PV), Coli, Corte Brugnatella, Menconico (PV), Pecorara, Piozzano, Romagnese (PV), Santa Margherita di Staffora (PV), Travo.
Faz parte da rede das Aldeias mais bonitas de Itália.

## Demografia
| Variação demográfica do município entre 1861 e 2011                               |
|                                                                                   |
| Fonte: Istituto Nazionale di Statistica (ISTAT) - Elaboração gráfica da Wikipedia |